# Домашний чемпионат Великобритании 1927/1928
Домашний чемпионат Великобритании 1927/28 (англ. 1927–28 British Home Championship) — сороковой розыгрыш Домашнего чемпионата, футбольного турнира с участием сборных четырёх стран Великобритании (Англии, Шотландии, Уэльса и Ирландии). Победу в турнире одержала сборная Уэльса, не проигравшая ни одного матча.
Турнир начался в октябре 1927 года с победы Ирландии в Белфасте над Англией со счётом 2:0. Неделю спустя Уэльс в Рексеме сыграл вничью с Шотландией (2:2). В ноябре англичане в Бернли уступили валлийцам со счётом 1:2. В феврале 1928 года Ирландия в Белфасте проиграла Уэльсу со счётом 1:2, в том же месяце Шотландия в Глазго с минимальным счётом уступила ирландцам. 31 марта 1928 года англичане были разгромлены шотландцами на «Уэмбли» со счётом 1:5. По итогам турнира ни Англия, ни Шотландия не попали в двойку лучших команд, чего не случалось после этого на протяжении 56 лет (до последнего сезона Домашнего чемпионата).

## Турнирная таблица
| Команда   | И | В | Н | П | МЗ | МП | РМ | О |
| --------- | - | - | - | - | -- | -- | -- | - |
| Уэльс (Ч) | 3 | 2 | 1 | 0 | 6  | 4  | +2 | 5 |
| Ирландия  | 3 | 2 | 0 | 1 | 4  | 2  | +2 | 4 |
| Шотландия | 3 | 1 | 1 | 1 | 7  | 4  | +3 | 3 |
| Англия    | 3 | 0 | 0 | 3 | 2  | 9  | −7 | 0 |

## Результаты матчей
| Ирландия                       | 2:0     | Англия |
| ------------------------------ | ------- | ------ |
| - Джонс 36′ (авт.) - Махуд 72′ | (отчёт) |        |

| Уэльс                            | 2:2     | Шотландия                          |
| -------------------------------- | ------- | ---------------------------------- |
| - Кертис 44′ - Гибсон 76′ (авт.) | (отчёт) | - Галлахер 14′ - Хаттон 16′ (пен.) |

| Англия    | 1:2     | Уэльс                        |
| --------- | ------- | ---------------------------- |
| Пейдж 79′ | (отчёт) | - Луис 22′ - Хилл 40′ (авт.) |

| Ирландия     | 1:2     | Уэльс                     |
| ------------ | ------- | ------------------------- |
| Чеймберз 31′ | (отчёт) | - У. Дейвис 6′ - Луис 55′ |

| Шотландия | 0:1     | Ирландия     |
| --------- | ------- | ------------ |
|           | (отчёт) | Чеймберз 13′ |

| Англия    | 1:5     | Шотландия                             |
| --------- | ------- | ------------------------------------- |
| Келли 89′ | (отчёт) | - Джексон 3′ 65′ 86′ - Джеймс 44′ 67′ |

## Победитель
| Победитель Домашнего чемпионата 1919/20 |
| Уэльс Четвёртый титул                   |

## Бомбардиры
- 3 гола
  -  Алекс Джексон[англ.]

- 2 гола
  -  Алекс Джеймс
  -  Уилф Луис[англ.]
  -  Джимми Чеймберз